# آنا الكسندر (لاعبة قفز طويل)
آنا الكسندر هي لاعبة قفز طويل كوبية، ولدت في 1 نوفمبر 1954 في Manatí, Cuba ‏ في كوبا.

## وصلات خارجية
- آنا الكسندر على موقع أوليمبيديا (الإنجليزية)